# معبد لویزن (نوسترلیتز)

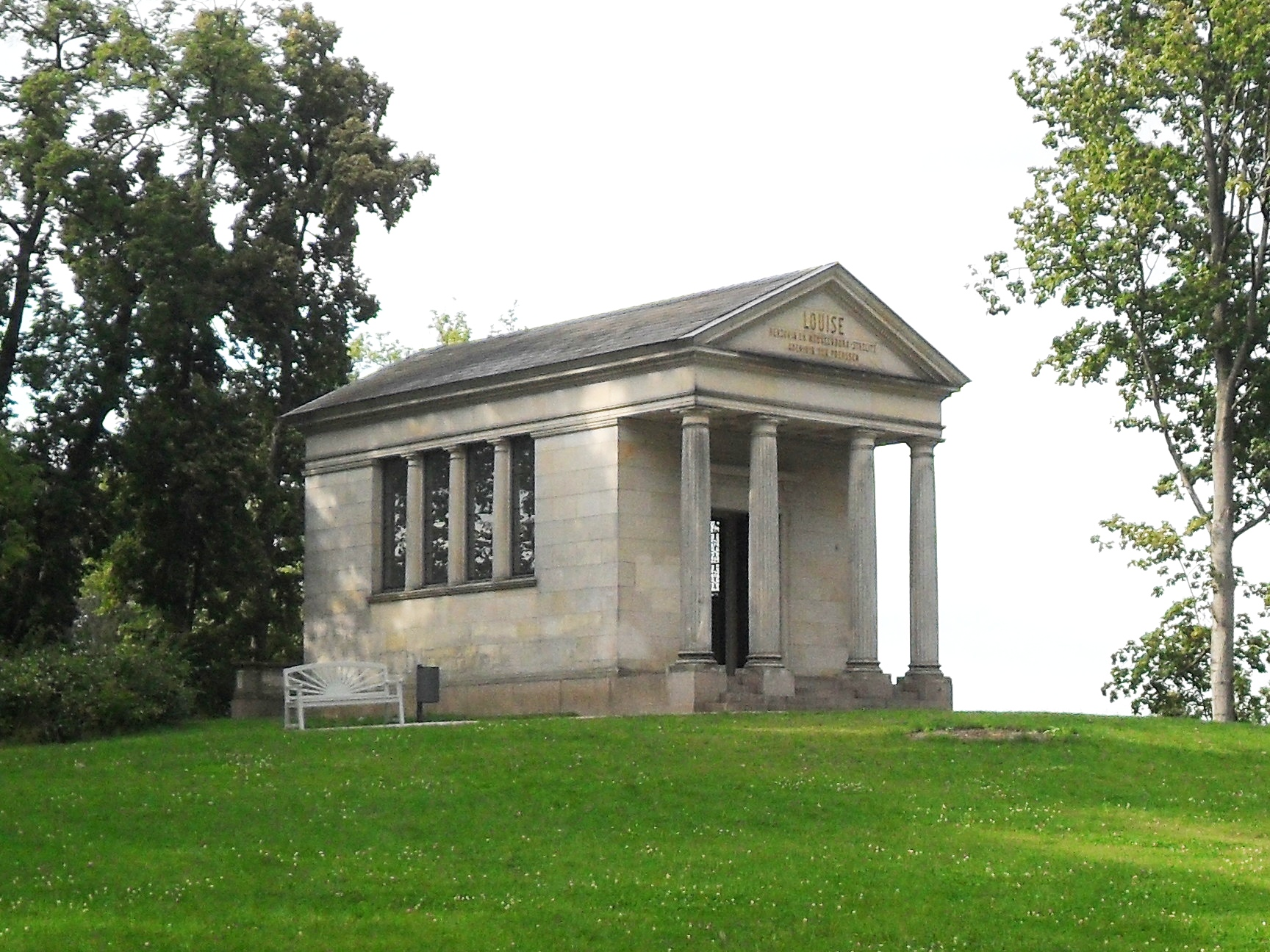
پرتره ای از معبد لویزتمپل در پارک قلعه نوسترلیتز

معبد لویزتمپل در سال ۱۸۹۱ در پارک قلعه نوسترلیتز به عنوان یک سالن یادمان برای ملکه پروس ، لوئیز از مکلنبورگ-استرلیتز، که در سال ۱۸۱۰ در قلعه هوهنزیریتز درگذشت، آماده شد.  

## تاریخچه
معبد کلاسیک در گوشه ای از پارک قلعه و بر روی یک تپه انبوه قرار گرفته است. بعد از آن این معبد چوبی هشت ضلعی را جایگزین نمود که بعدها در سال ۱۸۲۹ در همان نقطه آماده شد. بعدها معمار این معبد یادبود برنهارد سهرینگ از ماسه سنگ سیلزی به عنوان مصالح ساختمانی استفاده می کند. درون فضای داخلی معبد با سنگ مرمر رنگی ایتالیایی پوشیده شده است. و در وسط کپی نسخه دوم تابوت که از طرف کریستین دانیل راوخ در سال ۱۸۲۷ آماده شده است و نقش ملکه روی آن طراحی شده است. بعدها در سال ۱۸۹۱، کارآموز راوخ، آلبرت وولف، کپی از سنگ مرمر کارارا را طبق اصول گچ بری گرفته شده از نسخه اصلی این نسخه می سازد. البته می توان گفت که نسخه اصلی در ابتدا در پادشاه پروس فردریش ویلهلم سوم بود. بعدها یادبود ملکه در پارک سانسوچی در پوتسدام و بعد از آن در موزه هوهنزولرن در برلین نگهداری می شد. اما در حال حاضر نسخه اصلی مجسمه مقبره در کلیسای فردریش وردر (برلین) نگهداری می شود و در آن مکان قابل مشاهده می باشد.